# Friedrich Herter von Dußlingen

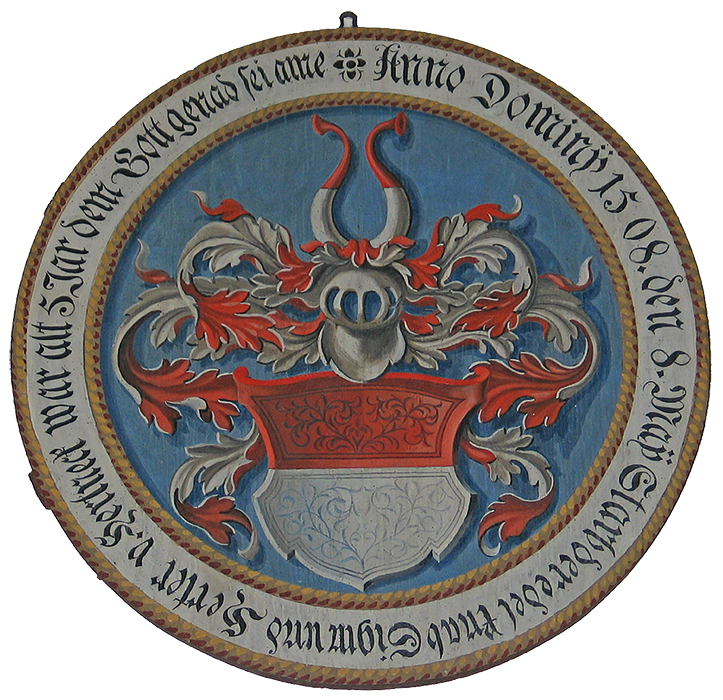
Wappen der Herter von Dußlingen

Friedrich Herter von Dußlingen (* 1314 in Dußlingen; † 1359 ebenda) war ein schwäbischer Ritter.

## Leben
Ritter Friedrich Herter von Dußlingen erhielt 1318 zusammen mit seinem Bruder Diemo Herter von Dußlingen von den Brüdern, dem Ritter Diether Herter von Herteneck und von Friedrich von Schiltdeck den Kirchensatz von Dußlingen bei Tübingen.
1330 verliehen der Abt Conrad und der Konvent von Bebenhausen an Friedrich Herter von Dußlingen auf Lebenszeit den Laienzehnten zu Dußlingen in Höhe von 15 Malter Dinkel und 14 Malter Hafer. Er bestätigte das durch eine entsprechende Verfügung seinerseits, dass die Abgabe nach seinem Tode an den Abt und den Konvent zu Bebenhausen zurückfallen solle.
Am 14. März 1337 verzichteten die Brüder Friedrich und Diemo Herter von Dußlingen sowie die Söhne des verstorbenen Ritters Hug von Hailfingen (d. h. Johannes von Hailfingen, Kirchherr zu Tailfingen und Anselm von Hailfingen) auf ihre Rechte an den am 16. April 1336 von den Brüdern Ritter Burkhard von Ehingen und Reinhard von Ehingen für 120 Pfund Heller an das Kloster Bebenhausen verkauften Gütern, Leutegn und Gerechtsamen in Reusten und in dessen Bann, welche seit dem 21. August 1333 von dem Junker Heinrich II. von Eberstein zu Lehen getragen, bis dieser auf seine Lehensherrlichkeit zu Gunsten des Klosters verzichtet hatte.

„Ritter Friedrich Herter von Dusslingen (Tusselingen) und sein Bruder Diemo (Dieme), Johannes von Hailfingen (Halvingen), Kirchherr zu Tailfingen (Talvingen), und dessen Bruder Anselm, des verstorbenen Ritters Hug von Hailfingen (Halvingen) Söhne, verzichten auf ihre Rechte auf die von Ritter Burkhard von Ehingen und seinem Bruder Reinhard an das Kloster Bebenhausen um 120 Pfund Heller - 1336 April 16. - verkauften Güter, Leute und Gerechtsame zu Reusten (Rüsten) und in dessen Bann, welche seit 1333 Sonntag vor Bartholomäi (August 21.) von dem Junker Heinrich [II.] von Eberstein zu Lehen getragen, bis dieser auf seine Lehensherrlichkeit zu Gunsten des Klosters verzichtet. 1337 März 14 (Fritag nach sant Gregorien tag Indictione quinta)“

1345 erwarb Friedrich Herter von Dußlingen das Dorf Ofterdingen von den Grafen von Zollern. Nachdem die Pfalzgrafen von Tübingen ihren ganzen Besitz an das Kloster Bebenhausen und die Grafen von Württemberg verkauft hatten, saßen die Herter von Dußlingen zwischen den Stühlen der Zollern und Württemberger. Die Reibereien führten zu wirtschaftlicher Not und kriegerischen Auseinandersetzungen, die mehr Geld kosteten, als die Herrschaft einbrachte. Überschuldung und Armut waren die Konsequenz.

## Familie
Stammsitze des alten Adelsgeschlechts der Herter waren die Burg Dußlingen unweit von Tübingen und Burg Hertneck im heutigen Ludwigsburg. Die Herter von Dußlingen gehen auf Diemo I. von Tußlingen zurück, der um 1100 das Kloster Hirsau bedachte.